# Copa de Oro Eva Perón
La Copa de Oro «Eva Perón Benefactora del Fútbol», conocida como Copa de Oro Eva Perón fue un trofeo oficial creado por la Asociación del Fútbol Argentino en el año 1952, en honor al fallecimiento de Eva Duarte, esposa del presidente de la Nación Juan Domingo Perón.
Esta distinción nacional sería obtenida por el club argentino que ganara tres veces consecutivas la Primera División de Argentina o que acumulara cinco títulos alternados. Esto fue logrado por el Club Atlético River Plate, quien consiguió ser tricampeón al ganar los torneos de 1955, 1956 y 1957, además de sumar cinco títulos alternados en seis años.

## Historia
El día 26 de julio de 1952 falleció Eva Duarte Perón. La AFA decidió entonces suspender el campeonato durante tres semanas por respeto al luto nacional declarado por el gobierno argentino.
Días más tarde la AFA organizó una asamblea en la que participaron los representantes de este organismo y los presidentes de los clubes. Entonces se decidió crear la Copa. Se estableció que este trofeo sería ganado por aquel club que conquistara tres ligas consecutivas o cinco alternadas. 
El Club Atlético River Plate logró ser campeón tres veces consecutivas y acumular cinco títulos en seis años, por lo que ganó la Copa de Oro Eva Perón cumpliendo ambas premisas. Sin embargo, el trofeo no le fue entregado debido a que Perón había sido derrocado por un golpe de Estado, en septiembre de 1955, cuya posterior dictadura buscó suprimir por la fuerza todo lo que hiciera referencia o recordara al peronismo. Cabe destacar que, a pesar de ello, la validez de esta distinción no perdió vigencia y jamás fue eliminada de las actas. Por lo tanto, River Plate es su legítimo campeón oficial gracias a que cumplió con el mérito deportivo exigido.